# Joseph Joestar
Joseph Joestar (ジョセフ ジョスター Josefu Jōsutā)là nhân vật chính của JoJo's Bizarre Adventure: Battle Tendency, một đồng minh quan trọng trong Stardust Crusaders, và một nhân vật phụ trong JoJo's Bizarre Adventure:Diamond Is Unbreakable. Là cháu trai của Jonathan Joestar, anh là người thứ hai mang tên JoJo trong series anime JoJo's Bizarre Adventure.

## Xuất hiện

### Battle Tendency
Trong phần Battle Tendency, Joseph Joestar là một chàng thanh niên 19 tuổi cao lớn, điển trai, thông minh và tràn đầy năng lượng. Trang phục của Joseph tương đối đơn giản nhưng thực dụng. Anh mặc áo ba lỗ hở rốn, mang găng tay hở ngón, mang thắt lưng bằng da quanh quần dài và buộc đôi ủng da cao tới đầu gối. Sau khi tới Thụy Sĩ, Joseph quấn khăn choàng cổ sọc và băng đô có hoa văn tam giác, món quà của bạn thân quá cố Caesar Anthonio Zeppeli. Đến cuối phim, sau khi bị Kars chặt đứt tay và hạ gục hắn ta trong trận chiến cuối cùng, anh đã thay thế bằng cánh tay giả làm bằng kim loại.
Thời thơ ấu, Joseph được bà nội Erina Joestar nuôi nấng và kể về quá khứ oai hùng trong hành trình tiêu diệt ma cà rồng của người ông nội quá cố Jonathan Joestar 50 năm trước. Năm 1938, bà Erina dẫn anh đến thăm người "cha đỡ đầu" Robert EO Speedwagon (tri kỷ của ông nội Jonathan Joestar), hiện là một ông trùm dầu mỏ giàu có và biết được ông đang trong hành trình thám hiểm ở Mexico để tìm mặt nạ đá tạo nên ma cà rồng và tiêu hủy nó. Trong khi ở Mỹ, Joseph đã gặp gỡ và kết bạn với một kẻ móc túi tên là Smokey Brown, đồng thời nghe tin Speedwagon bị Straizo, người bạn cũ của ông ấy, tấn công đễ cướp Mặt nạ đá. Sau khi đánh bại Straizo, hắn đã tiết lộ với Joseph rằng Speedwagon còn sống và bị giam giữ bởi quân Đức Quốc Xã do thiếu tá Rudol von Stroheim chỉ huy, nhằm nghiên cứu về sức mạnh và sự tồn tại của "Người Cột" được phát hiện ở Mexico. Joseph đã đụng độ với đoàn quân của Rudol von Stroheim, cứu ông Speedwagon và đánh bại một "Người Cột" tên là Santana bằng cách sử dụng trí khôn và kỹ năng tiềm ẩn Hamon, đồng thời chuẩn bị đến Ý để ngăn chặn sự hồi sinh của những "Người Cột" còn lại.
Trong lúc họ tới Ý, Joseph đã gặp một người dùng Hamon tên là  Caesar Zeppeli, cháu trai của bậc thầy kỹ năng Hamon và cố vấn của Jonathan Joestar là Will A. Zeppeli, đã đấu với nhau và quyết tâm cùng nhau ngăn chặn "Người Cột" hồi sinh. Tuy nhiên, họ đã đến quá muộn và 3 "Người Cột" gồm: Kars (thủ lĩnh), Wamuu và Esidisi đã sống dậy và âm mưu thống trị thế giới. Vì thất bại trong việc ngăn chặn, Caesar đã đưa Joseph tới chỗ của Lisa Lisa, bậc thầy Hamon cuối cùng và là người huấn luyện Caesar, để theo học và mời cô tham gia hành trình chống lại bọn chúng. Đồng thời, Lisa Lisa cũng là người nắm giữ viên đá quý "Đá đỏ Aja", thứ mà Kars tìm kiếm bấy lâu để tiến hóa giống loài "Người Cột" trở thành những sinh vật tối thượng.
Joseph Joestar đã được huấn luyện bởi Lisa Lisa, cứu Suzie Q (trợ lý của Lisa Lisa) khỏi tay Esidisi và đánh bại hắn. Nhóm Joeseph đã theo dõi